# Eleonore Baur
Pour les articles homonymes, voir Baur.
Eleonore Baur, née le 7 septembre 1885 à Bad Aibling et morte le 18 mai 1981 à Oberhaching, également connue en tant que Sœur Pia, est une haut responsable du Parti nazi et la seule femme connue à avoir participé au putsch de la Brasserie à Munich.

## Enfance et éducation
Née Eleonore Mayr à Bad Aibling en Bavière, sa mère meurt lorsqu'elle est encore enfant. Alors qu'elle a cinq ans, son père et sa belle-mère emménagent à Munich.
À Munich, Eleonore Baur quitte l'école à 14 ans pour travailler comme assistante sage-femme. À 15 ans, elle donne naissance à un enfant illégitime dont le sort est jusqu'à aujourd'hui inconnu. Quatre ans plus tard, elle donne naissance à un deuxième fils illégitime nommé Willhelm, qu'elle place à l'adoption. Peu de temps après, elle déménage en Égypte pour travailler en tant qu'assistante infirmière à l'hôpital du Caire.
Eleonore Baur revient à Munich en 1907 sous le nom de « Sœur Pia » et travaille comme infirmière pour la Gelbes Kreuz, une association d'infirmières libres. En 1908 ou en 1909, elle épouse Ludwig Baur, un ingénieur en mécanique. Le mariage se termine par un divorce au bout de cinq ou six ans. Eleonore Baur sert comme infirmière pendant la Première Guerre mondiale et aide ensuite les troupes des Freikorps Oberland durant les batailles contre la République des conseils de Bavière et pendant la campagne de Baltique en 1919.
En 1923, elle se marie pour la deuxième fois, avec un directeur d'hôtel nommé Sponseil de dix ans son cadet. Ce mariage se termine aussi par un divorce.

## Parti nazi
En 1920, Elenore Baur rencontre Adolf Hitler dans un tramway à Munich et l'aide à fonder le Parti national-socialiste des travailleurs allemands (NSDAP). Elle devient l'une des figures les plus visibles du nazisme à Munich au printemps 1920 et est arrêtée le 11 mars de la même année pour trouble à la paix, après avoir prononcé un discours antisémite lors d'un rassemblement féminin dans la ville. Par la suite, son acquittement fait d'elle une héroïne du mouvement nazi.
Elenore Baur continue ses activités politiques, en donnant des discours et des événements caritatifs pour le parti. Le 9 novembre 1923, elle est la seule femme à participer au putsch de la Brasserie, au cours duquel elle est légèrement blessée et pour lesquelles elle reçoit l'ordre du sang, ordre qui ne fut décerné qu'à deux Allemandes et 14 Autrichiennes.
Tout au long de la montée du nazisme et à la suite de la prise de pouvoir d'Hitler en 1933, Eleonore Baur reste très proche des dirigeants nazis, accompagnant par exemple le Führer lors de pique-niques. Heinrich Himmler la nomme assistante sociale pour la Waffen-SS du camp de concentration de Dachau en 1933.
En 1934, Eleonore Baur fonde l'ordre des Sœurs du national-socialisme (Schwesternschaft), devenant sa présidente d'honneur en 1937. Elle est promue par le régime nazi comme la femme nazie idéale (Der Spiegel l’appelle « l'infirmière de la nation nazie ») et son rôle dans la naissance du parti nazi est bien connu. Considérée comme une fanatique nationale-socialiste qui détestait les Juifs et les Polonais, Eleonore Baur reçoit un certain nombre de médailles, dont l'Aigle de Silésie, la médaille d'Argent de la Bravoure et la croix de la Baltique.

## Dachau
Eleonore Baur joue un rôle majeur dans la construction et l'administration du camp de Dachau. Même s'il n'existe aucune preuve qu'elle ait blessé physiquement des prisonniers, elle est accusée d'intimidations envers des détenus, du personnel et des voisins, ayant forcé des prisonniers à travailler sur la rénovation de sa villa offerte par Hitler à Oberhaching.
À partir d'un petit camp voisin, celui de München-Schwabing, des groupes de prisonniers sont « fouettés et obligés d'effectuer un travail manuel » dans la maison d'Eleonore Baur, notamment d'« entretenir sa maison, de s'occuper de son jardin et même de construire des jouets pour ses enfants ».

## Après-guerre
Eleonore Baur est arrêtée pour crimes de guerre en mai 1945, mais peu de temps après, elle est libérée en raison de preuves insuffisantes. Elle comparait ensuite devant la cour de dénazification à Munich, en septembre 1949, où elle est classée en tant que grande criminelle, condamnée à dix ans au camp de travail de Rebdorf et à la confiscation de ses biens personnels.
Libérée de prison en 1950 pour des raisons de santé, elle reçoit une pension de retraite à partir de 1955 et retourne à Oberhaching, où elle meurt à l'âge de 95 ans en 1981.
Eleonore Baur ne renie pas le national-socialisme, déclarant même un jour :  « Il y a un seul Frédéric le Grand, il y a un seul Adolf Hitler, et il y a une seule Sœur Pia ».